# 136-й отдельный моторизованный инженерный батальон
136-й отдельный моторизованный инженерный батальон  — воинская часть в вооружённых силах СССР во время Великой Отечественной войны.

## История
Сформирован в Московском военном округе в июле-августе 1941 года на базе 28-го инженерного полка
В составе действующей армии с 5 сентября 1941 по 25 апреля 1944 года. В начале сентября 1941 года поступил в распоряжение 54-й армии, осуществлял  инженерное обеспечение войск армии в Синявинских операциях сентября-октября 1941 года, в Тихвинских оборонительной и наступательной операциях,  Любанской наступательной операции.
Так, вместе с воинами 6-й бригады морской пехоты, в ноябре 1941 года ведёт тяжёлые бои у деревень Замошье, Братовищи на подступах к Волхову. Батальон выставил на подступах к Волхову более 3,5 тысяч противотанковых мин, более 3 тысяч противопехотных мин, фугасов и мин-«сюрпризов» осколочного действия. 10 ноября 1941 года батальон был отозван с передовой в Волхов, где ему было поручено строительство баррикад. За четыре дня батальон построил полтора километра уличных укреплений, которые к счастью для советских войск, не понадобились.
Весь 1942 год ведёт боевые действия в составе 54-й армии в районе Погостья, после наступления января - марта 1942 года в том районе, совершенствует оборону на так называемом «погостьинском» выступе.
В январе 1943 года привлекался для участия в операции «Искра», где и заслужил гвардейское звание.
Приказом НКО № 147 1 апреля 1943 года преобразован в 2-й гвардейский отдельный моторизованный инженерный батальон.

## Подчинение
| Подчинение по месяцам | Подчинение по месяцам                                      | Подчинение по месяцам | Подчинение по месяцам | Подчинение по месяцам |
| Дата                  | Фронт (округ)                                              | Армия                 | Корпус (группа)       | Примечания            |
| --------------------- | ---------------------------------------------------------- | --------------------- | --------------------- | --------------------- |
| 1 августа 1941 года   | Московский военный округ                                   | -                     | -                     | -                     |
| 1 сентября 1941 года  | Московский военный округ                                   | -                     | -                     | -                     |
| 1 октября 1941 года   | Ленинградский фронт                                        | 54-я армия            | -                     | -                     |
| 1 ноября 1941 года    | Ленинградский фронт                                        | 54-я армия            | -                     | -                     |
| 1 декабря 1941 года   | Ленинградский фронт                                        | 54-я армия            | -                     | -                     |
| 1 января 1942 года    | Волховский фронт                                           | 54-я армия            | -                     | —                     |
| 1 февраля 1942 года   | Волховский фронт                                           | 54-я армия            | -                     | —                     |
| 1 марта 1942 года     | Волховский фронт                                           | 54-я армия            | -                     | —                     |
| 1 апреля 1942 года    | Волховский фронт                                           | 54-я армия            | -                     | —                     |
| 1 мая 1942 года       | Ленинградский фронт (Группа войск Волховского направления) | 54-я армия            | -                     | -                     |
| 1 июня 1942 года      | Ленинградский фронт (Волховская группа войск)              | 54-я армия            | -                     | -                     |
| 1 июля 1942 года      | Волховский фронт                                           | 54-я армия            | -                     | -                     |
| 1 августа 1942 года   | Волховский фронт                                           | 54-я армия            | -                     | -                     |
| 1 сентября 1942 года  | Волховский фронт                                           | 54-я армия            | -                     | -                     |
| 1 октября 1942 года   | Волховский фронт                                           | 54-я армия            | -                     | -                     |
| 1 ноября 1942 года    | Волховский фронт                                           | 54-я армия            | -                     | -                     |
| 1 декабря 1942 года   | Волховский фронт                                           | 54-я армия            | -                     | -                     |
| 1 января 1943 года    | Волховский фронт                                           | 2-я ударная армия     | -                     | -                     |
| 1 февраля 1943 года   | Волховский фронт                                           | -                     | -                     | —                     |
| 1 марта 1943 года     | Волховский фронт                                           | -                     | -                     | —                     |
| 1 апреля 1943 года    | Волховский фронт                                           | -                     | -                     | —                     |

## Командиры
- капитан П.К. Гайдар.

## Другие инженерно-сапёрные воинские части с тем же номером
- 136-й отдельный сапёрный батальон Западного фронта
- 136-й отдельный сапёрный батальон 7-го механизированного корпуса 2-го формирования
- 136-й отдельный инженерно-минный батальон
- 136-й отдельный инженерно-сапёрный батальон